# Великая Дочь
Вели́кая Дочь (укр. Велика Доч) — село, расположенное на территории Борзнянского района Черниговской области (Украина).
Население составляет 794 жителя (2006 год).
Село Великая Дочь находится примерно в 11 км к северо-востоку от центра города Борзна. Средняя высота населённого пункта — 128 м над уровнем моря. Село находится в зоне умеренно континентального климата.
Национальный состав представлен преимущественно украинцами, конфессиональный состав — христианами.